# Sri Aurobindo Ashram

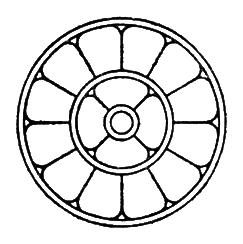
Symbol matki

Sri Aurobindo Ashram – główny aśram hinduistycznego guru jogi integralnej Aurobindo Ghose’a, w Puducherry w stanie Tamil Nadu w Indiach.

## Założyciel
Aśram założył guru Śri Aurobindo, do którego misji dołączyła Matka, czyli Mira Richard.

Sławni wychowankowie ośrodka to:
- Śri Chinmoy – prawie dwadzieścia lat spędził w Puducherry (od 1944 roku)
- Matka Meera – guru mieszkająca obecnie w Niemczech

## Obiekty kultu
Największe obecne atrakcje to pokój guru (konieczna rezerwacja zwiedzania) i mahasamadhi na dziedzińcu aśramu (dostępne do medytacji dla wszystkich w porze otwarcia bramy aśramu).

## Obiekty infrastruktury
Na parterze głównego budynku znajduje się aśramowa księgarnia.

## Lokalizacja
Aśram znajduje się przy jednej z ulic w śródmieściu Puducherry, jednak daleko od głównego dworca autobusowego.